# Calyptocephalella gayi
La rana chilena (Calyptocephalella gayi) es una especie de anfibio anuro de la familia Calyptocephalellidae. Es endémica de la zona centro-sur de Chile, siendo el anfibio más grande de ese país.

## Características
Su talla va de los 8 a los 20 centímetros, excepcionalmente se han encontrado ejemplares de una forma recesiva que desde el extremo de la cabeza hasta la cloaca llegaron a los 31 cm desde la cabeza hasta el extremo de las patas llegaron a los 75 cm. Su peso normal es de hasta 0.5 kg; excepcionalmente llegan a superar los 3 kg. Su coloración varía entre el amarillo, el café, y el verde, siendo verde clara en los ejemplares ya maduros, mientras que en los más viejos es gris, o con parches grises sobre un fondo oscuro.

## Reproducción
La hembra deposita los huevos en los cuerpos de agua que contengan abundante vegetación. Su vida larvaria dura unos 2 años. Tras la eclosión, la supervivencia de la larva depende tanto de la presencia de vegetación como la existencia de movimientos en el cuerpo de agua que permitan una buena oxigenación de la misma, sin embargo la presencia de un sistema de charcas estacionales con cierto grado de drenaje es fundamental durante la eclosión, pues estos sitios contienen un menor número de predadores para esa etapa del estado larvario. Luego, el transporte de las larvas desde las charcas, hacia cuerpos mayores de agua durante las lluvias,o el transporte de estas entre varios cuerpos de agua facilita la supervivencia y permite un buen desarrollo de las poblaciones. La larva prefiere las zonas más frescas del cuerpo de agua, protegiéndose entre la vegetación acuática, a diferencia de las larvas del sapo de 4 ojos que en las mismas ocupan los sitios más asoleados (pues estas últimas poseen un mayor grado de pigmentación que los protege de los rayos solares y posiblemente es una larva de mayor actividad nocturna).

## Alimentación

### En la etapa larval
Su alimentación en su etapa larvaria está constituida por vegetales.

### En estado adulto
Tras el acortamiento del intestino durante el desarrollo su dieta cambia a presas vivas, alimentándose de peces, invertebrados, hasta aves y pequeños roedores, llegando incluso al canibalismo. Al ser un depredador en estado adulto, juega un papel crucial en el control de poblaciones de insectos y otros pequeños animales, ayudando a mantener el equilibrio ecológico.

## Hábitat
Habita en cursos de agua donde vive y se desarrolla toda su vida. En Chile se encuentra entre las regiones de Coquimbo y Los Lagos.

## Taxonomía
Hasta hace poco, la rana chilena era denominada científicamente Calyptocephalella caudiverbera. A partir del año 2006, estudios basados en secuencias de ADN, produjeron un reordenamiento taxonómico importante, relacionando a la familia a la que pertenece (junto a Telmatobufo), con la batracofauna australiana aunque en rigor, su ubicación filógenética aún no queda establecida con claridad. Los análisis de ADN mitocondrial revelan una relación con la familia Myobatrachidae de Australia, y secundariamente una posición basal con respecto al grupo sintético Neobatrachia. Fue descubierto un ejemplar que muestra todos los rasgos osteológicos del género para el cretácico superior de Río Negro en la formación Los Alamitos,  ratificando la equivalencia del género fósil con el actual, lo que sugiere un antiguo éxito del grupo ahora relicto y su salto a la categoría de fósil viviente. Esto soporta la tesis de su vicarianza siendo a la vez un fósil viviente. Junto con la actualización de estos datos, se ha vuelto al anterior nombre de esta especie, Calyptocephalella gayi (Vidal, 2010), aunque debe reconocerse la falta de estudios moleculares para definir una aproximación taxonómica específica todavía irresuelta.

## Distribución
Este género evolucionó en el centro de la Patagonia argentina, donde contaba con varias especies.
Actualmente ésta es la única especie viviente, encontrándose en gran parte de la depresión intermedia del centro de Chile, y parte del sector costero,  entre el nivel del mar y los 1200 m s. n. m., desde Coquimbo hasta Puerto Montt y, posiblemente, también habite en el extremo centro oeste de la Argentina, en estanques profundos y embalses. En la década de 1930 una publicación recomendó que se intentase en la Argentina la aclimatación de poblaciones silvestres de esta especie así como su producción en cautividad, argumentando su gran tamaño, varias veces superior a la especie comestible local (Leptodactylus luctator), la única que se explotaba en establecimientos intensivos. Posteriores intentos de diseminar otras colonias de la especie en la Argentina al parecer no han prosperado.

## Estado de conservación
Es catalogada como una especie vulnerable por la Unión Internacional para la Conservación de la Naturaleza, debido, principalmente, a la introducción de Xenopus laevis (conocido en Chile como sapo africano), especie que ha afectado, al igual que en otras partes del mundo, a los anfibios locales al ser portador del hongo quítrido Batrachochytrium dendrobatidis, el cual se infiltra a través de la piel de los anfibios que no están adaptados a este, ante lo cual las células reaccionan frente al agente patógeno, endureciéndose y provocando, como consecuencia, hiperqueratosis y una muerte por asfixia del individuo. Dicho hongo está catalogado como el principal factor en el declive en las poblaciones de anfibios a nivel global, pero que en Chile ha sido reportado recientemente (2009). Otras causas citadas son la competencia que se da entre X. laevis y la rana chilena, sumado a la caza de ejemplares para su comercialización en el mercado de las ancas de rana.
Asimismo, su situación es aún más crítica debido a la megasequía en Chile, la cual ha afectado su hábitat natural y ha reducido drásticamente sus poblaciones.